# NHKワールドプレミアム 番組一覧
NHKワールドプレミアム番組一覧では、NHKワールド・プレミアム（NHK国際放送・テレビ番組配信）で放送される主な番組をアップしている（日本標準時）。
※印はノンスクランブル放送で視聴可能な番組である。但し、本番組がノンスクランブル放送でも再放送ではスクランブル配信となる場合がある。また、総理記者会見などの政局や皇室関連の大きな動き、災害・地震・津波などの緊急時の特設ニュースは時間帯に関係なくノンスクランブルで放送され、太平洋やインド洋などでマグニチュードが7.6以上の地震発生により広い範囲の国々に津波発生もしくは津波発生の可能性があり、画面下に津波関連のティッカー表示が出された場合はそのティッカー表示が出ている間、通常のスクランブル配信となっている番組もすべてノンスクランブル放送となる。そのほか、下記にない番組でも特別にノンスクランブル放送を行うこともある（主に放送権の都合で定時のノンスクランブル放送番組が放送できないときの差し替え）。

## 2020年度前期の編成
| 時 | 月曜                                     | 火曜                                | 水曜                                | 木曜                                                         | 金曜                                          | 土曜                                   | 日曜                                                           | 時                      |
| -- | ---------------------------------------- | ----------------------------------- | ----------------------------------- | ------------------------------------------------------------ | --------------------------------------------- | -------------------------------------- | -------------------------------------------------------------- | ----------------------- |
| 00 | 23:35 サンデースポーツ2020               | 23:30 国際報道2020                  | 23:30 国際報道2020                  | 23:30 国際報道2020                                           | 23:30 国際報道2020                            | 23:30 国際報道2020                     | 00 NHKニュース                                                 | 00                      |
| 00 | 23:35 サンデースポーツ2020               | 10 ワールドウェザー                 | 10 ワールドウェザー                 | 10 ワールドウェザー                                          | 10 ワールドウェザー                           | 10 ワールドウェザー                    | 05 シブヤノオト                                                | 00                      |
| 00 | 23:35 サンデースポーツ2020               | 15 土曜時代ドラマ                   | 15 先人たちの底力 知恵泉            | 15 又吉直樹のヘウレーカ!                                     | 15 プレミアムドラマ                           | 15 にっぽん縦断 こころ旅               | 05 シブヤノオト                                                | 00                      |
| 00 | 35 NHKのど自慢                           | 15 土曜時代ドラマ                   | 15 先人たちの底力 知恵泉            | 15 又吉直樹のヘウレーカ!                                     | 15 プレミアムドラマ                           | 15 にっぽん縦断 こころ旅               | 40 よなよなラボ                                                | 00                      |
| 00 | 35 NHKのど自慢                           | 55 みんなのうた                     | 15 先人たちの底力 知恵泉            | 15 又吉直樹のヘウレーカ!                                     | 15 プレミアムドラマ                           | 15 にっぽん縦断 こころ旅               | 40 よなよなラボ                                                | 00                      |
| 01 | 35 NHKのど自慢                           | 00 サイエンスZERO                   | 00 みんなのうた                     | 00 ふらっとあの街 旅ラン10キロ                               | 15 プレミアムドラマ                           | 15 にっぽん縦断 こころ旅               | 40 よなよなラボ                                                | 01                      |
| 01 | 35 NHKのど自慢                           | 00 サイエンスZERO                   | 05 グレーテルのかまど               | 00 ふらっとあの街 旅ラン10キロ                               | 05 5分でわかる「麒麟がくる」                  | 15 にっぽん縦断 こころ旅               | 40 よなよなラボ                                                | 01                      |
| 01 | 20 PREMIUM SELECTIONS                    | 00 サイエンスZERO                   | 05 グレーテルのかまど               | 00 ふらっとあの街 旅ラン10キロ                               | 10 あしたも晴れ!人生レシピ                    | 15 新日本風土記                        | 40 よなよなラボ                                                | 01                      |
| 01 | 20 PREMIUM SELECTIONS                    | 30 ガイロク（街録）                 | 30 金曜日のソロたちへ               | 30 ふるカフェ系 ハルさんの休日                               | 10 あしたも晴れ!人生レシピ                    | 15 新日本風土記                        | 40 サタデースポーツ                                            | 01                      |
| 01 | 20 PREMIUM SELECTIONS                    | 30 ガイロク（街録）                 | 30 金曜日のソロたちへ               | 30 ふるカフェ系 ハルさんの休日                               | 55 みんなのうた                               | 15 新日本風土記                        | 40 サタデースポーツ                                            | 01                      |
| 02 | 20 PREMIUM SELECTIONS                    | 00 あの日 わたしは                  | 00 あの日 わたしは                  | 00 あの日 わたしは                                           | 00 あの日 わたしは                            | 15 新日本風土記                        | 00 うまいッ!                                                   | 02                      |
| 02 | 20 PREMIUM SELECTIONS                    | 05 みんなの体操                     |                                     |                                                              |                                               | 15 新日本風土記                        | 00 うまいッ!                                                   | 02                      |
| 02 | 20 PREMIUM SELECTIONS                    | 10 きょうの健康                     | 10 きょうの健康                     | 10 きょうの健康                                              | 10 きょうの健康                               | 15 チョイス@病気になったとき           | 00 うまいッ!                                                   | 02                      |
| 02 | 20 PREMIUM SELECTIONS                    | 25 きょうの料理                     | 25 きょうの料理                     | 25 きょうの料理                                              | 25 BENTO EXPO                                 | 15 チョイス@病気になったとき           | 25 みんなのうた                                                | 02                      |
| 02 | 20 PREMIUM SELECTIONS                    | 25 きょうの料理                     | 25 きょうの料理                     | 25 きょうの料理                                              | 25 BENTO EXPO                                 | 15 チョイス@病気になったとき           | 30 NHK BSニュース                                              | 02                      |
| 02 | 20 PREMIUM SELECTIONS                    | 25 きょうの料理                     | 25 きょうの料理                     | 25 きょうの料理                                              | 25 BENTO EXPO                                 | 15 チョイス@病気になったとき           | 40 日本の話芸                                                  | 02                      |
| 02 | 20 PREMIUM SELECTIONS                    | 50 きょうの料理ビギナーズ           | 50 きょうの料理ビギナーズ           | 50 きょうの料理ビギナーズ                                    | 48 Doki Doki! ワールドTV                      | 15 チョイス@病気になったとき           |                                                                | 02                      |
| 02 | 20 PREMIUM SELECTIONS                    | 55 まる得マガジン                   |                                     |                                                              |                                               | 15 チョイス@病気になったとき           |                                                                | 02                      |
| 03 | 20 PREMIUM SELECTIONS                    | 00 ニュースきょう一日               | 00 ニュースきょう一日               | 00 ニュースきょう一日                                        | 00 ニュースきょう一日                         | 00 ニュースきょう一日                  | 03                                                             |                         |
| 03 | 20 PREMIUM SELECTIONS                    | 15 時論公論                         | 15 時論公論                         | 15 時論公論                                                  | 15 時論公論                                   | 15 時論公論                            | 03                                                             | 10 にっぽんの芸能       |
| 03 | 20 NHK BSニュース                        | 25 ワールドウェザー                 | 25 ワールドウェザー                 | 25 ワールドウェザー                                          | 25 ワールドウェザー                           | 25 ワールドウェザー                    | 03                                                             | 10 にっぽんの芸能       |
| 03 | 30 将棋フォーカス                        | 30 にっぽん百名山                   | 30 イッピン                         | 30 ダーウィンが来た!                                         | 30 ニッポンぶらり鉄道旅                       | 30 美の壺                              | 03                                                             | 10 にっぽんの芸能       |
| 04 | 00 囲碁フォーカス                        | 00 ごごナマ                         | 00 ごごナマ                         | 00 ごごナマ                                                  | 00 ごごナマ                                   | 00 ごごナマ                            | 05 PREMIUM SELECTIONS                                          | 04                      |
| 04 | 30 演芸図鑑                              | 00 ごごナマ                         | 00 ごごナマ                         | 00 ごごナマ                                                  | 00 ごごナマ                                   | 00 ごごナマ                            | 30 ストーリーズ                                                | 04                      |
| 05 | 00 麒麟がくる                            | 00 おかあさんといっしょ             | 00 おかあさんといっしょ             | 00 おかあさんといっしょ                                      | 00 おかあさんといっしょ                       | 00 おかあさんといっしょ                | 00 おかあさんといっしょ                                        | 05                      |
| 05 | 00 麒麟がくる                            | 24 みいつけた! 39 コレナンデ商会    | 24 みいつけた! 39 コレナンデ商会    | 24 みいつけた! 39 コレナンデ商会                             | 24 みいつけた! 39 コレナンデ商会              | 24 みいつけた! 39 コレナンデ商会       | 24 ニャンちゅう!宇宙!放送チュー!ミニ 29 ノージーのひらめき工房 | 05                      |
| 05 | 45 さわやか自然百景                      | 49 ゴー!ゴー!キッチン戦隊クックルン | 49 ゴー!ゴー!キッチン戦隊クックルン | 49 ゴー!ゴー!キッチン戦隊クックルン                          | 49 ゴー!ゴー!キッチン戦隊クックルン           | 49 ゴー!ゴー!キッチン戦隊クックルン    | 44 デザインあ                                                  | 05                      |
| 06 | 00 NHKニュースおはよう日本               | 00 NHKニュースおはよう日本          | 00 NHKニュースおはよう日本          | 00 NHKニュースおはよう日本                                   | 00 NHKニュースおはよう日本                    | 00 NHKニュースおはよう日本             | 00 NHKニュース 10 目撃!にっぽん 45 Nスペ5min.                  | 06                      |
| 06 | 00 NHKニュースおはよう日本               | 00 NHKニュースおはよう日本          | 00 NHKニュースおはよう日本          | 00 NHKニュースおはよう日本                                   | 00 NHKニュースおはよう日本                    | 00 NHKニュースおはよう日本             | 50 テレビ体操                                                  | 06                      |
| 07 | 00 NHKニュースおはよう日本               | 00 NHKニュースおはよう日本          | 00 NHKニュースおはよう日本          | 00 NHKニュースおはよう日本                                   | 00 NHKニュースおはよう日本                    | 00 NHKニュースおはよう日本             | 00 NHKニュースおはよう日本                                     | 07                      |
| 07 | 00 NHKニュースおはよう日本               | 00 NHKニュースおはよう日本          | 00 NHKニュースおはよう日本          | 00 NHKニュースおはよう日本                                   | 00 NHKニュースおはよう日本                    | 00 NHKニュースおはよう日本             | 45 さわやか自然百景                                            | 07                      |
| 08 | 00 連続テレビ小説 エール                 | 00 連続テレビ小説 エール            | 00 連続テレビ小説 エール            | 00 連続テレビ小説 エール                                     | 00 連続テレビ小説 エール                      | 00 連続テレビ小説 エール               | 00 小さな旅                                                    | 08                      |
| 08 | 15 あさイチ                              | 15 あさイチ                         | 15 あさイチ                         | 15 あさイチ                                                  | 15 あさイチ                                   | 15 チコちゃんに叱られる!               | 25 サラメシ 52 名曲アルバム 57 気象情報                        | 08                      |
| 09 | 15 あさイチ                              | 15 あさイチ                         | 15 あさイチ                         | 15 あさイチ                                                  | 15 あさイチ                                   | 00 週刊まるわかりニュース              | 00 日曜討論                                                    | 09                      |
| 09 | 15 あさイチ                              | 15 あさイチ                         | 15 あさイチ                         | 15 あさイチ                                                  | 15 あさイチ                                   | 30 NHKスペシャル                       | 00 日曜討論                                                    | 09                      |
| 09 | 55 みんなの体操                          |                                     |                                     |                                                              |                                               |                                        | 00 日曜討論                                                    | 09                      |
| 10 | 00 NHKニュース                           | 00 NHKニュース                      | 00 NHKニュース                      | 00 NHKニュース                                               | 00 NHKニュース                                | 00 NHKニュース                         | 10                                                             |                         |
| 10 | 05 ドラマ10                              | 05 鶴瓶の家族に乾杯                 | 05 うたコン                         | 05 ガッテン!                                                 | 05 ネーミングバラエティー 日本人のおなまえっ! | 20 NHKスペシャル                       | 10                                                             | 05 明日へつなげよう     |
| 10 | 50 プロフェッショナル 仕事の流儀         | 05 鶴瓶の家族に乾杯                 | 50 歴史秘話ヒストリア               | 50 サンドのお風呂いただきます                                | 50 プレミアムドラマ                           | 20 NHKスペシャル                       | 10                                                             | 55 みんなのうた         |
| 11 | 50 プロフェッショナル 仕事の流儀         | 05 鶴瓶の家族に乾杯                 | 50 歴史秘話ヒストリア               | 50 サンドのお風呂いただきます                                | 50 プレミアムドラマ                           | 20 NHKスペシャル                       | 00 ザ少年倶楽部                                                | 11                      |
| 11 | 50 プロフェッショナル 仕事の流儀         | 17 ドキュメント72時間               | 50 歴史秘話ヒストリア               | 17 演芸図鑑                                                  | 50 プレミアムドラマ                           | 10 ブラタモリ                          | 00 ザ少年倶楽部                                                | 11                      |
| 11 | 35 エール 古関裕而の応援歌               | 17 ドキュメント72時間               | 35 みちたん                         | 17 演芸図鑑                                                  | 50 プレミアムドラマ                           | 10 ブラタモリ                          | 00 ザ少年倶楽部                                                | 11                      |
| 11 | 42 きょうの料理ビギナーズ                | 17 ドキュメント72時間               | 40 うちなーであそぼ                 | 17 演芸図鑑                                                  | 40 5分でわかる「麒麟がくる」                  | 10 ブラタモリ                          | 00 ザ少年倶楽部                                                | 11                      |
| 11 | 42 きょうの料理ビギナーズ                | 48 視点・論点                       | 48 視点・論点                       | 48 視点・論点                                                | 48 チコちゃんに叱られる!ミニ                  | 10 ブラタモリ                          | 00 ザ少年倶楽部                                                | 11                      |
| 12 | 00 NHKニュース                           | 00 NHKニュース                      | 00 NHKニュース                      | 00 NHKニュース                                               | 00 NHKニュース                                | 00 NHKニュース                         | 00 NHKニュース                                                 | 12                      |
| 12 | 20 うまいッ!                             | 20 BENTO EXPO                       | 20 PREMIUM SELECTIONS               | 20 サラメシ                                                  | 20 PREMIUM SELECTIONS                         | 15 バラエティー生活笑百科              | 15 NHKのど自慢                                                 | 12                      |
| 12 | 20 うまいッ!                             | 20 BENTO EXPO                       | 20 PREMIUM SELECTIONS               | 20 サラメシ                                                  | 38 京も一日陽だまり屋                         | 40 浮世絵EDO-LIFE                      | 15 NHKのど自慢                                                 | 12                      |
| 12 | 45 連続テレビ小説 エール                 |                                     |                                     |                                                              |                                               |                                        | 15 NHKのど自慢                                                 | 12                      |
| 13 | 00 新日本風土記                          | 00 趣味どきっ!                      | 00 趣味どきっ!                      | 00 趣味どきっ!                                               | 00 チョイス@病気になったとき                  | 00 NHKニュース                         | 00 NHKニュース                                                 | 13                      |
| 13 | 00 新日本風土記                          | 00 趣味どきっ!                      | 00 趣味どきっ!                      | 00 趣味どきっ!                                               | 00 チョイス@病気になったとき                  | 05 麒麟がくる                          | 05 新・BS日本のうた                                            | 13                      |
| 13 | 00 新日本風土記                          | 25 NHK短歌                          | 25 NHK俳句                          | 25 趣味の園芸                                                | 00 チョイス@病気になったとき                  | 05 麒麟がくる                          | 05 新・BS日本のうた                                            | 13                      |
| 13 | 00 新日本風土記                          | 25 NHK短歌                          | 25 NHK俳句                          | 25 趣味の園芸                                                | 45 エール 古関裕而の応援歌                    | 05 麒麟がくる                          | 05 新・BS日本のうた                                            | 13                      |
| 13 | 00 新日本風土記                          | 50 おもてなし 即レス英会話          | 50 おもてなし 即レス英会話          | 50 おもてなし 即レス英会話                                   | 50 おもてなし 即レス英会話                    | 50 PREMIUM SELECTIONS                  | 05 新・BS日本のうた                                            | 13                      |
| 14 | 00 COOL JAPAN〜発掘!かっこいいニッポン〜 | 00 世界にいいね!つぶやき英語        | 00 テレビで中国語                   | 00 旅するスペイン語                                          | 00 旅するフランス語                           | 50 PREMIUM SELECTIONS                  | 05 新・BS日本のうた                                            | 14                      |
| 14 | 00 COOL JAPAN〜発掘!かっこいいニッポン〜 | 25 J-MELO                           | 25 Asia Insight                     | 25 Journeys in Japan                                         | 25 Trails to Oishii Tokyo                     | 50 PREMIUM SELECTIONS                  | 35 京も一日陽だまり屋                                          | 14                      |
| 14 | 00 COOL JAPAN〜発掘!かっこいいニッポン〜 | 25 J-MELO                           | 25 Asia Insight                     | 25 Journeys in Japan                                         | 25 Trails to Oishii Tokyo                     | 50 PREMIUM SELECTIONS                  | 40 みちたん                                                    | 14                      |
| 14 | 45 Doki Doki! ワールドTV                 | 25 J-MELO                           | 25 Asia Insight                     | 25 Journeys in Japan                                         | 25 Trails to Oishii Tokyo                     | 50 PREMIUM SELECTIONS                  | 45 うちなーであそぼ                                            | 14                      |
| 14 | 50 5分でわかる「麒麟がくる」             | 25 J-MELO                           | 25 Asia Insight                     | 25 Journeys in Japan                                         | 25 Trails to Oishii Tokyo                     | 50 PREMIUM SELECTIONS                  | 50 NHK BSニュース                                              | 14                      |
| 14 | 55 名曲アルバム                          |                                     |                                     |                                                              |                                               | 50 PREMIUM SELECTIONS                  | 50 NHK BSニュース                                              | 14                      |
| 15 | 00 NHK BSニュース                        | 00 NHK BSニュース                   | 00 NHK BSニュース                   | 00 NHK BSニュース                                            | 00 NHK BSニュース                             | 50 PREMIUM SELECTIONS                  | 00 PREMIUM SELECTIONS                                          | 15                      |
| 15 | 10 みんなのうた                          |                                     |                                     |                                                              |                                               | 50 PREMIUM SELECTIONS                  | 00 PREMIUM SELECTIONS                                          | 15                      |
| 15 | 15 ガールズクラフト                      | 15 まる得マガジン                   | 15 まる得マガジン                   | 15 まる得マガジン                                            | 15 まる得マガジン                             | 50 PREMIUM SELECTIONS                  | 00 PREMIUM SELECTIONS                                          | 15                      |
| 15 | 20 猫のしっぽ カエルの手                 | 20 すくすく子育て                   | 20 ウワサの保護者会                 | 20 Core Kyoto                                                | 20 ふるカフェ系 ハルさんの休日                | 50 PREMIUM SELECTIONS                  | 00 PREMIUM SELECTIONS                                          | 15                      |
| 15 | 20 猫のしっぽ カエルの手                 | 20 すくすく子育て                   | 44 楽ラクワンポイント介護           | 20 Core Kyoto                                                | 20 ふるカフェ系 ハルさんの休日                | 50 PREMIUM SELECTIONS                  | 00 PREMIUM SELECTIONS                                          | 15                      |
| 15 | 50 ごごナマ                              | 50 ごごナマ                         | 50 ごごナマ                         | 50 ごごナマ                                                  | 50 ごごナマ                                   | 50 NHK BSニュース                      | 00 PREMIUM SELECTIONS                                          | 15                      |
| 16 | 50 ごごナマ                              | 50 ごごナマ                         | 50 ごごナマ                         | 50 ごごナマ                                                  | 50 ごごナマ                                   | 00 又吉直樹のヘウレーカ!               | 00 PREMIUM SELECTIONS                                          | 16                      |
| 16 | 45 ピタゴラスイッチミニ                  | 45 ピタゴラスイッチミニ             | 45 ピタゴラスイッチミニ             | 45 ピタゴラスイッチミニ                                      | 45 ピタゴラスイッチミニ                       | 45 デザインあ                          | 00 PREMIUM SELECTIONS                                          | 16                      |
| 16 | 50 NHK BSニュース                        |                                     |                                     |                                                              |                                               | 45 デザインあ                          | 00 PREMIUM SELECTIONS                                          | 16                      |
| 17 | 01 にほんごであそぼ                      | 01 にほんごであそぼ                 | 01 にほんごであそぼ                 | 01 にほんごであそぼ                                          | 01 にほんごであそぼ                           | 00 PREMIUM SELECTIONS                  | 00 PREMIUM SELECTIONS                                          | 17                      |
| 17 | 11 えいごであそぼ with Orton             |                                     |                                     |                                                              |                                               | 00 PREMIUM SELECTIONS                  | 00 PREMIUM SELECTIONS                                          | 17                      |
| 17 | 21 いないいないばあっ!                   |                                     |                                     |                                                              |                                               | 00 PREMIUM SELECTIONS                  | 00 PREMIUM SELECTIONS                                          | 17                      |
| 17 | 36 おかあさんといっしょ                  | 36 おかあさんといっしょ             | 36 おかあさんといっしょ             | 36 おかあさんといっしょ                                      | 36 おかあさんといっしょ                       | 30 おかあさんといっしょ                | 30 みいつけた!さん                                             | 17                      |
| 17 | 36 おかあさんといっしょ                  | 36 おかあさんといっしょ             | 36 おかあさんといっしょ             | 36 おかあさんといっしょ                                      | 36 おかあさんといっしょ                       | 54 みんなのうた                        | 30 みいつけた!さん                                             | 17                      |
| 18 | 00 ニュース シブ5時                      | 00 ニュース シブ5時                 | 00 ニュース シブ5時                 | 00 ニュース シブ5時                                          | 00 ニュース シブ5時                           | 00 NHKニュース                         | 00 NHKニュース                                                 | 18                      |
| 18 | 10 みいつけた!                           | 10 みいつけた!                      | 10 みいつけた!                      | 10 みいつけた!                                               | 10 みいつけた!                                | 05 ピタゴラスイッチ                    | 05 ミミクリーズ                                                | 18                      |
| 18 | 10 みいつけた!                           | 10 みいつけた!                      | 10 みいつけた!                      | 10 みいつけた!                                               | 10 みいつけた!                                | 05 ピタゴラスイッチ                    | 15 コレナンデサンデー                                          | 18                      |
| 18 | 25 すイエんサー                          | 25 天才てれびくんhello,             | 25 天才てれびくんhello,             | 25 天才てれびくんhello,                                      | 25 天才てれびくんhello,                       | 20 少年アシベ GO!GO!ゴマちゃん         | 25 基礎英語0〜世界エイゴミッション〜                           | 18                      |
| 18 | 25 すイエんサー                          | 25 天才てれびくんhello,             | 25 天才てれびくんhello,             | 25 天才てれびくんhello,                                      | 25 天才てれびくんhello,                       | 30 ニャンちゅう!宇宙!放送チュー!       | 35 Eダンスアカデミー                                           | 18                      |
| 18 | 50 ねこねこ日本史                        | 50 わらたまドッカ〜ン               | 50 ブレーカーズ                     | 50 ねこねこ日本史                                            | 25 天才てれびくんhello,                       | 55 ノージーのひらめき工房ミニ          | 35 Eダンスアカデミー                                           | 18                      |
| 19 | 00 NHKニュース7                          | 00 NHKニュース7                     | 00 NHKニュース7                     | 00 NHKニュース7                                              | 00 NHKニュース7                               | 00 NHKニュース7                        | 00 NHKニュース7                                                | 19                      |
| 19 | 30 鶴瓶の家族に乾杯                      | 30 サラメシ                         | 30 ガッテン!                        | 30 所さん!大変ですよ                                         | 30 首都圏情報 ネタドリ!                       | 30 ブラタモリ                          | 30 ダーウィンが来た!                                           | 19                      |
| 19 | 30 鶴瓶の家族に乾杯                      | 57 うたコン                         | 30 ガッテン!                        | 57 ネーミングバラエティー 日本人のおなまえっ!                | 57 チコちゃんに叱られる!                      | 30 ブラタモリ                          | 30 ダーウィンが来た!                                           | 19                      |
| 20 | 30 鶴瓶の家族に乾杯                      | 57 うたコン                         | 30 ガッテン!                        | 57 ネーミングバラエティー 日本人のおなまえっ!                | 57 チコちゃんに叱られる!                      | 30 ブラタモリ                          | 00 麒麟がくる                                                  | 20                      |
| 20 | 30 鶴瓶の家族に乾杯                      | 57 うたコン                         | 15 サンドのお風呂いただきます       | 57 ネーミングバラエティー 日本人のおなまえっ!                | 57 チコちゃんに叱られる!                      | 15 有吉のお金発見 突撃!カネオくん      | 00 麒麟がくる                                                  | 20                      |
| 20 | 45 まいにちスクスク                      | 45 まいにちスクスク                 | 45 まいにちスクスク                 | 45 まいにちスクスク                                          | 45 ガールズクラフト                           | 45 NHKニュース                         | 45 NHKニュース                                                 | 20                      |
| 20 | 50 デザインあ                            |                                     |                                     |                                                              |                                               | 45 NHKニュース                         | 45 NHKニュース                                                 | 20                      |
| 21 | 00 ニュースウオッチ9                     | 00 ニュースウオッチ9                | 00 ニュースウオッチ9                | 00 ニュースウオッチ9                                         | 00 ニュースウオッチ9                          | 00 NHKスペシャル                       | 00 NHKスペシャル                                               | 21                      |
| 21 | 00 ニュースウオッチ9                     | 00 ニュースウオッチ9                | 00 ニュースウオッチ9                | 00 ニュースウオッチ9                                         | 00 ニュースウオッチ9                          | 50 チコちゃんに叱られる!ミニ           | 50 世界ふれあい街歩き                                          | 21                      |
| 22 | 00 逆転人生                              | 00 クローズアップ現代+              | 00 クローズアップ現代+              | 00 クローズアップ現代+                                       | 00 ドラマ10                                   | 00 浮世絵EDO-LIFE                      | 50 世界ふれあい街歩き                                          | 22                      |
| 22 | 00 逆転人生                              | 00 クローズアップ現代+              | 00 クローズアップ現代+              | 00 クローズアップ現代+                                       | 00 ドラマ10                                   | 05 Doki Doki! ワールドTV               | 50 世界ふれあい街歩き                                          | 22                      |
| 22 | 00 逆転人生                              | 00 クローズアップ現代+              | 00 クローズアップ現代+              | 00 クローズアップ現代+                                       | 00 ドラマ10                                   | 10 有田P おもてなす                    | 50 世界ふれあい街歩き                                          | 22                      |
| 22 | 00 逆転人生                              | 30 プロフェッショナル 仕事の流儀    | 30 歴史秘話ヒストリア               | 30 世界はほしいモノにあふれてる 〜旅するバイヤー極上リスト〜 | 00 ドラマ10                                   |                                        | 50 世界ふれあい街歩き                                          | 22                      |
| 22 | 45 ストーリーズ                          | 30 プロフェッショナル 仕事の流儀    | 30 歴史秘話ヒストリア               | 30 世界はほしいモノにあふれてる 〜旅するバイヤー極上リスト〜 | 45 ドキュメント72時間                         | 45 きじまりゅうたの小腹すいてませんか? | 50 NHKニュース                                                 | 22                      |
| 22 | 45 ストーリーズ                          | 30 プロフェッショナル 仕事の流儀    | 30 歴史秘話ヒストリア               | 30 世界はほしいモノにあふれてる 〜旅するバイヤー極上リスト〜 | 45 ドキュメント72時間                         | 45 きじまりゅうたの小腹すいてませんか? | 55 これでわかった! 世界のいま                                  | 22                      |
| 23 | 45 ストーリーズ                          | 30 プロフェッショナル 仕事の流儀    | 30 歴史秘話ヒストリア               | 30 世界はほしいモノにあふれてる 〜旅するバイヤー極上リスト〜 | 45 ドキュメント72時間                         | 00 SONGS                               | 23                                                             |                         |
| 23 | 15 ニュースきょう一日                    |                                     |                                     |                                                              |                                               | 00 SONGS                               | 23                                                             |                         |
| 23 | 30 国際報道2020                          | 30 国際報道2020                     | 30 国際報道2020                     | 30 国際報道2020                                              | 30 国際報道2020                               | 30 よるドラ                            | 23                                                             | 35 サンデースポーツ2020 |

| 時 | 月曜                         | 火曜                         | 水曜                         | 木曜                         | 金曜                           | 土曜                             | 日曜                                 | 時 |
| -- | ---------------------------- | ---------------------------- | ---------------------------- | ---------------------------- | ------------------------------ | -------------------------------- | ------------------------------------ | -- |
| 04 | 00 囲碁フォーカス            | 00 猫のしっぽ カエルの手     | 00 すくすく子育て            | 00 ウワサの保護者会          | 00 Core Kyoto                  | 00 ストーリーズ                  | 05 PREMIUM SELECTIONS                | 04 |
| 04 | 00 囲碁フォーカス            | 00 猫のしっぽ カエルの手     | 00 すくすく子育て            | 24 楽ラクワンポイント介護    | 00 Core Kyoto                  | 00 ストーリーズ                  | 05 PREMIUM SELECTIONS                | 04 |
| 04 | 30 大相撲・幕内の全取組      |                              |                              |                              |                                |                                  |                                      | 04 |
| 04 | 55 京も一日陽だまり屋        | 54 名曲アルバム              | 54 名曲アルバム              | 54 名曲アルバム              | 54 名曲アルバム                | 54 名曲アルバム                  | 55 ミニ番組                          | 04 |
|    |                              |                              |                              |                              |                                |                                  |                                      |    |
| 15 | 00 えいごであそぼ with Orton | 00 えいごであそぼ with Orton | 00 えいごであそぼ with Orton | 00 えいごであそぼ with Orton | 00 えいごであそぼ with Orton   | 13:50 PREMIUM SELECTIONS         | 00 PREMIUM SELECTIONS                | 15 |
| 15 | 10 NHK BSニュース            |                              |                              |                              |                                | 13:50 PREMIUM SELECTIONS         | 00 PREMIUM SELECTIONS                | 15 |
| 15 | 20 猫のしっぽ カエルの手     | 20 すくすく子育て            | 20 ウワサの保護者会          | 20 Core Kyoto                | 20 ふるカフェ系 ハルさんの休日 | 13:50 PREMIUM SELECTIONS         | 00 PREMIUM SELECTIONS                | 15 |
| 15 | 20 猫のしっぽ カエルの手     | 20 すくすく子育て            | 44 楽ラクワンポイント介護    | 20 Core Kyoto                | 20 ふるカフェ系 ハルさんの休日 | 13:50 PREMIUM SELECTIONS         | 00 PREMIUM SELECTIONS                | 15 |
| 15 | 50 ピタゴラスイッチミニ      | 50 ピタゴラスイッチミニ      | 50 ピタゴラスイッチミニ      | 50 ピタゴラスイッチミニ      | 50 ピタゴラスイッチミニ        | 50 NHK BSニュース                | 00 PREMIUM SELECTIONS                | 15 |
| 15 | 55 大相撲中継                |                              |                              |                              |                                | 50 NHK BSニュース                | 00 PREMIUM SELECTIONS                | 15 |
| 16 | 00 大相撲中継                | 00 大相撲中継                | 16                           |                              |                                |                                  |                                      |    |
| 17 | 00 大相撲中継                | 00 大相撲中継                | 17                           |                              |                                |                                  |                                      |    |
| 18 | 00 NHKニュース               | 00 NHKニュース               | 00 NHKニュース               | 00 NHKニュース               | 00 NHKニュース                 | 00 NHKニュース                   | 00 NHKニュース                       | 18 |
| 18 | 00 NHKニュース               | 00 NHKニュース               | 00 NHKニュース               | 00 NHKニュース               | 00 NHKニュース                 | 05 おかあさんといっしょ          | 05 ミミクリーズ                      | 18 |
| 18 | 11 にほんごであそぼ          | 11 にほんごであそぼ          | 11 にほんごであそぼ          | 11 にほんごであそぼ          | 11 にほんごであそぼ            | 05 おかあさんといっしょ          | 15 コレナンデサンデー                | 18 |
| 18 | 21 いないいないばあっ!       | 21 いないいないばあっ!       | 21 いないいないばあっ!       | 21 いないいないばあっ!       | 21 いないいないばあっ!         | 05 おかあさんといっしょ          | 25 基礎英語0〜世界エイゴミッション〜 | 18 |
| 18 | 36 おかあさんといっしょ      | 36 おかあさんといっしょ      | 36 おかあさんといっしょ      | 36 おかあさんといっしょ      | 36 おかあさんといっしょ        | 30 ニャンちゅう!宇宙!放送チュー! | 35 Eダンスアカデミー                 | 18 |
| 18 | 36 おかあさんといっしょ      | 36 おかあさんといっしょ      | 36 おかあさんといっしょ      | 36 おかあさんといっしょ      | 36 おかあさんといっしょ        | 55 ノージーのひらめき工房ミニ    | 35 Eダンスアカデミー                 | 18 |

## 未明
- 火 - 土 NEWS CHECK eleven（総合）
- 火 - 土 時論公論（総合）
- 毎日 海外安全情報（NHKワールド・ラジオ日本）※（一部時間帯を除く）
- 毎日 BSニュース（BS1）（※重大なニュースがあった場合または本来ノンスクランブル放送される総合テレビのニュース番組が編成の都合上放送されないときに限りノンスクランブル放送）
- 日　 将棋フォーカス（Eテレ）
- 日　 囲碁フォーカス（Eテレ）
- 日　 J-MELO（NHKワールドTV）
- 月　 エル・ムンド（BS1）
- 火 - 土 ごごナマ（総合）（再放送）

## 朝
- 毎日 NHKニュースおはよう日本（総合）※（2013年度は元から7時開始である日曜・祝日を含めて連日7時台のみ）
- 月 - 土 連続テレビ小説（総合、BSプレミアム）
- 月 - 金 あさイチ（総合）
- 土　 週刊まるわかりニュース（総合）※
- 日　 うまいッ!（総合）※
- 日　 さわやか自然百景（総合、BSプレミアム）※
- 日　 小さな旅（総合）※
- 日　 サキどり↑（総合）※
- 日　 日曜討論（総合）※
- 日　 明日へ～支えあおう～（総合）※
- 毎日 NHKニュース（総合10時）※（日曜日のみノンスクランブル放送）
- 土曜日を除く毎日 テレビ体操・みんなの体操（総合、Eテレ）※

日曜日放送分のみノンスクランブル放送（Eテレの日曜日6:25 - 6:35放送分のテレビ体操のみ）

## 昼
- 毎日 NHKニュース（総合）※
- 月 - 水 旬感☆ゴトーチ!（総合）※
- 木　 サラメシ（総合）※
- 金　 目撃!にっぽん（総合）※（2017年度から）
- 土　 バラエティー生活笑百科（総合）※
- 日　 NHKのど自慢（総合）※
- 火 - 金 きょうの料理（Eテレ）
- 月 - 金 ごごナマ（総合）
- 月 - 金 ニュース シブ5時（総合）
- 月 - 金 おかあさんといっしょ（Eテレ）
- 月 - 金 えいごであそぼ（Eテレ）

## 夜
- 毎日 18時のニュース（総合）（※重大なニュースがあった場合のみノンスクランブル放送）
- 月 - 木 天才てれびくんYOU（Eテレ）
- 土　 おとうさんといっしょ（BSプレミアム）
- 日　 ビットワールド（Eテレ）
- 毎日 NHKニュース7（総合）※
- 月 - 木 クローズアップ現代+（総合）※
- 金　 首都圏情報 ネタドリ!（総合、関東ローカル）※
- 金 　首都圏スペシャル（総合、関東ローカル）※（原則として19:30開始となる場合に限り実施）
- 水　 鶴瓶の家族に乾杯（総合）
- 木　 ガッテン!（総合）
- 金 　キッチンが走る!（総合、関東ローカル）
- 日　 大河ドラマ（総合、BSプレミアム）
- 月 - 木 きょうの健康（Eテレ）
- 月 - 金 news Watch 9（総合）※
- 日   NHKスペシャル（総合）
- 金　 BS時代劇（BSプレミアム）
- 火　 ドラマ10（総合）
- 月 - 金 国際報道（BS1）※
- 日　 これでわかった! 世界のいま（総合）
- 土　 サタデースポーツ（総合）
- 日　 サンデースポーツ（総合）
- 日　 Biz+サンデー（BS1）

...etc

## 国際放送では特別番組扱いとなる国内向け放送の定時番組
- アスリートの魂（総合、BS1）
- クラシック倶楽部（BSプレミアム）
- 各地域放送局制作の地域情報番組（総合、金曜19:30-20:45の番組枠ほか）※一部の番組ではノンスクランブル放送を実施
- プレミアムカフェ（BSプレミアム）
- BS1スペシャル（BS1） - 主に「国際報道」が放送休止となる時に放送される。
- にっぽん百名山（BSプレミアム）
- にっぽん紀行（総合）※クローズアップ現代+の放送枠である19:30-20:00の時間帯に放送される場合はノンスクランブル放送を実施

## その他ノンスクランブル放送を行う特別番組
- 内閣総理大臣記者会見（随時。特設ニュース扱い）
- 国会中継（主に本会議における内閣総理大臣の演説と党首討論）
- 選挙開票速報（衆議院総選挙、参議院通常選挙、統一地方選挙）

関連番組として各党の党首の動きを追った衆院選・参院選特集や全国の各候補者の動きをまとめた列島ドキュメント、投票日翌日に行われる討論番組も対象に含まれる。
- 沖縄全戦没者追悼式（毎年6月23日）
- 広島平和記念式典（毎年8月6日）
- 長崎平和祈念式典（毎年8月9日）
- 全国戦没者追悼式（毎年8月15日）
- オリンピックハイライト（夏季・冬季オリンピック期間中、1日3回程度。現地開催から翌日を経過した内容となり、そのなかで競技映像が条件付で放送される。直前のニュース番組時差放送とワンセットでノンスクランブル放送。2010年のバンクーバーオリンピックから実施）